# Tipula (Acutipula) luteinotalis
Tipula (Acutipula) luteinotalis is een tweevleugelige uit de familie langpootmuggen (Tipulidae). De soort komt voor in het Palearctisch en Oriëntaals gebied.